# Lexikalischer Massenvergleich
Der Lexikalische Massenvergleich oder englisch Mass Lexical Comparison bzw. Multilateral Comparison ist eine vom amerikanischen Linguisten Joseph Greenberg entwickelte Methode, Verwandtschaftsbeziehungen unter einer großen Gruppe von Sprachen nachzuweisen (man spricht auch kurz von Greenbergs Methode). Die Leistungsfähigkeit dieser Methode ist in der Vergleichenden Sprachwissenschaft umstritten, obwohl sie bei der Klassifikation der afrikanischen Sprachen (vgl. Niger-Kongo, Afroasiatisch und Nilosaharanisch) sehr erfolgreich gewesen ist.

## Hintergrund
Die Sprachwissenschaft war seit ihren Anfängen als moderne Wissenschaft daran interessiert, Verwandtschaftsbeziehungen von Sprachen festzustellen. Dieser Ansatz ist der Antike und dem Mittelalter weitgehend fremd, da in dieser Zeit Sprachen als unveränderliche Größen betrachtet wurden. Erst die Idee, dass Sprachen sich weiterentwickeln und verändern können (entdeckt etwa durch die Beobachtung der Entwicklung der romanischen Sprachen aus dem Lateinischen), schafft Raum für das Konzept der Verwandtschaft von Sprachen, die sich aus einer gemeinsamen Vorgängersprache entwickelt haben. Insofern war William Jones Rede von 1786 in Kalkutta in der Tat ein Durchbruch, als er durch Sprachvergleich erkannte, dass eine Gruppe von Sprachen – die später indogermanisch genannt wurden – wahrscheinlich von einer nicht mehr existenten gemeinsamen Vorgängersprache abstammten: … sprung from some common source.
Die später im Verlauf des 19. Jahrhunderts entwickelte historisch-vergleichende Methode versuchte dann – auf Basis der durch Wort- und Morphologievergleichen erkannten Verwandtschaftsverhältnisse – die Lautgesetze einer Sprachfamilie aufzustellen und schließlich ihre Protosprache teilweise zu rekonstruieren. Die historisch-vergleichende Methode war allerdings lediglich dazu in der Lage, einen Sprachzustand zu rekonstruieren, der zeitlich maximal einige Jahrtausende in die Vergangenheit zurückreicht (je nach Autor zwischen 5000 und 10000 Jahren). Darüber hinaus sind nach der Vorstellung vieler Forscher keine Rekonstruktionen möglich.
Mass Lexical Comparison ist nun der Versuch, durch simultanen Vergleich vieler Sprachen eines größeren Areals (z. B. Afrika, Amerika, Australien, Neuguinea und Nachbarinseln, Nordeurasien) in der Frage der Verwandtschaftsverhältnisse in größere Zeittiefen vordringen zu können. Dagegen werden bei der Anwendung dieser Methode keine Rekonstruktionen von Protosprachen durchgeführt oder auch nur angestrebt.

## Greenbergs Methode des lexikalischen Massenvergleichs
Bei Greenbergs Methode des lexikalischen Massenvergleichs ergibt sich die Klassifikation aus dem Vergleich von Wörtern und Morphemen aus einer sehr großen Gruppe von Sprachen (im Fall des Amerindischen nahezu aller indigenen Sprachen Amerikas, bei den afrikanischen Sprachen nahezu aller dokumentierten Sprachen des Kontinents). Dabei werden Wortgleichungen aufgestellt und aus diesen die Klassifikation (d. h. Gruppen verwandter Sprachen) abgeleitet. Es ist letztlich auch die Methode, mit der die Forscher des frühen 19. Jahrhunderts die genetische Einheit und die im Wesentlichen korrekte Gliederung des Indogermanischen oder Finno-Ugrischen erkannten, lange bevor Lautgesetze etabliert oder Protosprachen rekonstruiert wurden. Die Etablierung von Lautgesetzen und die Rekonstruktion von Protosprachen ist ein zweiter Schritt, der die Ergebnisse der vorhergehenden Klassifikationshypothese bestätigen, verfeinern oder auch widerlegen kann. Diesen zweiten Schritt überließ Greenberg in der Regel anderen.
Greenbergs Methode ist induktiv-heuristisch, während die Methodik der klassischen Vergleichenden Sprachwissenschaft scheinbar streng deduktiv ist. Seit David Hume und erst recht seit Karl Popper weiß man, dass (außer der axiomatischen Mathematik) jede Wissenschaft, die die reale Welt beschreiben will – gleich ob Natur- oder Geisteswissenschaft –, nur induktiv ist und nicht zu wahren Aussagen sondern nur begründeten Hypothesen führen kann. Als Kennzeichen der Wissenschaftlichkeit solcher Hypothesen stellte Popper ihre Widerlegbarkeit heraus. In diesem Sinne ist die Verwandtschaft von Sprachen immer eine Hypothese und nie deduktiv „beweisbar“, auch nicht durch den stringenten Einsatz historisch-vergleichender Methoden, etwa durch die Etablierung regelmäßiger Lautentsprechungen. Bei der Konstruktion mancher Makrofamilie wurde allerdings das Poppersche Kriterium der Widerlegbarkeit nicht erfüllt, was diese dann auch eher zu „unwissenschaftlichen“ Hypothesen werden ließ. (Zur „Beweisbarkeit“ genetischer Zusammenhänge siehe Greenbergs Artikel The Concept of Proof in Genetic Linguistics von 2000, abgedruckt in Greenberg 2005.)

## Ein Beispiel zur Methode
In der folgenden Tabelle werden 12 Begriffe aus 12 afrikanischen Sprachen zusammengestellt, um die Methode des „Massenvergleichs“ an einem einfachen Beispiel zu verdeutlichen (vgl. Ruhlen 1994).
Afrikanische Wortgleichungen
| Nr | Sprache | ich/mich | du/ dein | vier   | Zunge   | pressen   | sprechen | trinken | blasen   | Jahr   | Auge | Sonne | Fleisch |
| -- | ------- | -------- | -------- | ------ | ------- | --------- | -------- | ------- | -------- | ------ | ---- | ----- | ------- |
| A  | ǃKung   | mi       | i        | ǃnani  | theri   | tsam      | ok'xui   | ka      | ču       | kuri   | ǀga  | ǀam   | ǃha     |
| B  | Duala   | am       | aŋo      | nei    | yeme    | kambe     | ambo     | nyo     | pep      | mbu    | iso  | oba   | nyama   |
| C  | Dinka   | gen      | yin      | nguan  | liep    | nyač      | jam      | dek     | koth     | ruon   | nyin | akol  | ringo   |
| D  | Zulu    | ami      | akhu     | ne     | limi    | kham      | amb      | phuza   | phepheth | nyaka  | so   | langa | inyama  |
| E  | Hausa   | ni       | kai      | fudu   | harše   | matsa     | fada     | ša      | busa     | šekara | ido  | rana  | nama    |
| F  | ǁGana   | ke       | tsa      | .      | dam     | kxao      | kxoi     | kxxa    | gom      | kuri   | ǃkai | ǀam   | ǀka     |
| G  | Mbundu  | ame      | ku       | kwala  | limi    | kam       | tana     | nyw     | pepe     | lima   | iso  | kumbi | situ    |
| H  | Nandi   | ane      | inye     | angwan | ngelyep | iny       | mwa      | ie      | kut      | keny   | kong | asis  | peny    |
| I  | Nama    | ti       | tsa      | haka   | nami    | tsam      | kxu'i    | kx'a    | ǃgom     | kuri   | mus  | ǀam   | kx'o    |
| J  | Swahili | mimi     | ako      | nne    | limi    | kamu      | amb      | nyw     | pepe     | aka    | čo   | jua   | nyama   |
| K  | Bole    | .        | .        | fhwadi | lisi    | matsu'o'i | puwo'i   | sawo'i  | pintu    | soni   | idi  | futi  | lo      |
| L  | Masai   | nanu     | inyi     | onguan | ngejep  | .         | iro      | mat     | kut      | arin   | ongu | olong | kiringo |

Auch ohne vorherige Kenntnis der Verwandtschaft dieser Sprachen (und ohne Blick auf die Sprachnamen) lassen sich in den 12 Sprachen des Beispiels Gruppen verwandter Sprachen auch für Nichtfachleute relativ leicht erkennen. Zunächst stimmen die Sprachen B, D, G und J in fast allen Begriffen überein. Es handelt sich um Bantusprachen. E und K weisen auch einige Übereinstimmungen auf (sie gehören zum Tschadischen, einer Untereinheit des Afroasiatischen), ebenso C, H und L (sie werden als nilosaharanisch klassifiziert). Eine etwas genauere Betrachtung der restlichen drei Sprachen A, F und I zeigt auch hier etliche Übereinstimmungen auf (z. B. für sprechen, trinken, Jahr und Sonne); sie gehören zu den Khoisan-Sprachen (die ungewöhnlichen Zeichen ǃ, ǀ und ǁ stellen Schnalzlaute dar). Damit kann man also bereits aus einem kleinen Sample von 12 Sprachen und 12 Begriffen problemlos die Spracheinheiten Bantu, Tschadisch, Nilosaharanisch und Khoisan herausfiltern. Dies ist ein in vielfacher Hinsicht vereinfachtes Beispiel (Anzahl der Sprachen, Anzahl und Auswahl der Begriffe, vereinfachte phonetische Darstellung), das aber das Prinzip der Methode aufzeigt.
Besonders deutlich werden die Übereinstimmungen, wenn man die verwandten Sprachen zusammengruppiert. Hierbei zeigt sich aber auch, dass keine durchgehenden Ähnlichkeiten in allen Wörtern des Samples zu erwarten sind, erst die Gesamtheit der Übereinstimmungen in einer Gruppe lassen die Klassifizierung klar erkennen. Ein binärer Vergleich von Sprach-Paaren würde nicht zum gewünschten Klassifikationsergebnis führen, da dann vor allem die Unterschiede ins Auge fallen. Dies ist der Grund dafür, dass Greenberg binäre Vergleiche grundsätzlich abgelehnt hat.
Afrikanische Wortgleichungen genetisch gruppiert
| Einheit  | Nr | Sprache | ich/mich | du/ dein | vier   | Zunge   | pressen   | sprechen | trinken | blasen   | Jahr   | Auge | Sonne | Fleisch |
| -------- | -- | ------- | -------- | -------- | ------ | ------- | --------- | -------- | ------- | -------- | ------ | ---- | ----- | ------- |
| Bantu    | B  | Duala   | am       | aŋo      | nei    | yeme    | kambe     | ambo     | nyo     | pep      | mbu    | iso  | oba   | nyama   |
|          | D  | Zulu    | ami      | akhu     | ne     | limi    | kham      | amb      | phuza   | phepheth | nyaka  | so   | langa | inyama  |
|          | G  | Mbundu  | ame      | ku       | kwala  | limi    | kam       | tana     | nyw     | pepe     | lima   | iso  | kumbi | situ    |
|          | J  | Swahili | mimi     | ako      | nne    | limi    | kamu      | amb      | nyw     | pepe     | aka    | čo   | jua   | nyama   |
| Tschad.  | E  | Hausa   | ni       | kai      | fudu   | harše   | matsa     | fada     | ša      | busa     | šekara | ido  | rana  | nama    |
|          | K  | Bole    | .        | .        | fhwadi | lisi    | matsu'o'i | puwo'i   | sawo'i  | pintu    | soni   | idi  | futi  | lo      |
| Nilosah. | C  | Dinka   | gen      | yin      | nguan  | liep    | nyač      | jam      | dek     | koth     | ruon   | nyin | akol  | ringo   |
|          | H  | Nandi   | ane      | inye     | angwan | ngelyep | iny       | mwa      | ie      | kut      | keny   | kong | asis  | peny    |
|          | L  | Masai   | nanu     | inyi     | onguan | ngejep  | .         | iro      | mat     | kut      | arin   | ongu | olong | kiringo |
| Khoisan  | A  | ǃKung   | mi       | i        | ǃnani  | theri   | tsam      | ok'xui   | k'a     | ču       | kuri   | ǀga  | ǀam   | ǃha     |
|          | F  | ǁGana   | ke       | tsa      | .      | dam     | kxao      | kxoi     | kxxa    | gom      | kuri   | ǃkai | ǀam   | ǀka     |
|          | I  | Nama    | ti       | tsa      | haka   | nami    | tsam      | kxu'i    | kx'a    | ǃgom     | kuri   | mus  | ǀam   | kx'o    |

Leicht erkennbare Übereinstimmungen sind halbfett markiert.

## Praktische Anwendung: Erfolg und Misserfolg
Die Methode des Massenvergleichs hat Greenberg bei seiner inzwischen weitgehend akzeptierten Klassifikation der afrikanischen Sprachen erfolgreich angewendet, seine Klassifikationsergebnisse bei den amerikanischen und indopazifischen Sprachen werden allerdings von den meisten Forschern abgelehnt, für das Eurasiatische ist es noch zu früh, Erfolg oder Misserfolg zu konstatieren.
Die Methode wurde von Greenbergs Schüler Merritt Ruhlen dazu verwendet, sogenannte globale Etymologien zu etablieren (das sind Wortgleichungen von Wörtern aus global verteilten Sprachen unterschiedlicher Sprachfamilien) und daraus den Schluss der Monogenese aller Sprachen der Erde zu ziehen. (Siehe auch Proto-World-Sprache.)

## Probleme der Methode und Kritik
Es gibt viele Einwände gegen die Methode des lexikalischen Massenvergleichs. Ein wichtiger Vorwurf ist, dass Greenbergs Ansatz Lehnwörter nicht immer erkennen würde und solche ungerechtfertigterweise als Beweis für die genetische Verwandtschaft von Sprachen heranzöge; ähnliche Probleme verursachen lautmalerische Begriffe, die unabhängig von genetischen Relationen quer durch alle Sprachen der Welt verteilt sind. Gegen diese Vorwürfe hat Greenberg sich mehrfach explizit verteidigt und klargemacht, dass er die Problematik der Lehnwörter und lautmalerischen Wortbildungen durchaus gesehen hat und auch konkret behandelt. Besonders wichtig waren für ihn Wortgleichungen für „stabile Begriffe“, die üblicherweise nicht von einer Sprache in eine andere entlehnt werden, sondern zum gemeinsamen Urbestand einer Sprachfamilie gehören. Nach Aharon Dolgopolsky sind die in diesem Sinne „stabilsten“ 23 Begriffe
ich / mich - zwei / paar - du / dich - wer / was - Zunge / Sprache - Name - Auge - Herz - Zahn - nein / nicht - Finger- / Fußnagel - Laus - Träne - Wasser - tot - Hand - Nacht - Blut - Horn - voll - Sonne - Ohr - Salz
Diese Liste (geordnet nach „Stabilität“) basiert auf der Untersuchung von 140 Sprachen aus verschiedenen Sprachfamilien in Europa und Asien. Sie wird auch häufig bei der Untersuchung von entfernten genetischen Verwandtschaften herangezogen.
Ein anderes Problem ist die Tatsache, dass der lexikalische Massenvergleich belegte ältere Sprachstufen ignoriert, in denen unter Umständen die phonologische Form eines Wortes von der synchron beobachtbaren abweicht und so ihre Aussagekraft entwertet wird. (Die von Campbell diesbezüglich angeführten Beispiele werden allerdings bei Greenberg nicht herangezogen.)
Der Amerikanist Lyle Campbell hat mit Mass Lexical Comparison „nachgewiesen“, dass das Finnische mit dem Amerindischen verwandt sei, und wollte damit deutlich machen, dass die Methode nicht funktioniert. Darauf antwortet ihm Greenberg (1989), dass er niemals seine Methode auf Sprachen völlig heterogener Areale anwenden würde, außerdem niemals eine Einzelsprache (Finnisch) mit einer anderen Sprache oder Gruppe von Sprachen vergleichen würde. Sieht man das Finnische im Rahmen seiner eurasischen Nachbarn, werden die Verwandtschaftsverhältnisse und die Zugehörigkeit des Finnischen zu den finno-ugrischen Sprachen sofort deutlich (in der Tat wurde die finno-ugrische Einheit noch früher als die indogermanische erkannt; siehe den Artikel Uralische Sprachen). Greenberg zeigt im Gegenzug, dass die Anwendung rigider Forderungen der sprachvergleichenden Amerikanisten auf die indogermanischen Sprachen die Nicht-Verwandtschaft des Hethitischen aufzeigen würden (Greenberg 1989).

### Werke von Joseph Greenberg zur genetischen Linguistik
- 1949–50 Studies in African Linguistic Classification. 7 Parts. Southwestern Journal of Anthropology. University of New Mexico Press, Albuquerque.
- 1957   Essays in Linguistics. The University of Chicago Press.
- 1963   The Languages of Africa. Bloomington: Indiana University Press.
- 1971   The Indo-Pacific Hypothesis. Current Trends in Linguistics 8. (Wieder abgedruckt in Greenberg 2005.)
- 1987   Language in the Americas. Stanford University Press.
- 1989   Classification of American Indian Languages: a Reply to Campbell. Language 65. (Wieder abgedruckt in Greenberg 2005.)
- 2000   Indo-European and Its Closest Relatives: The Eurasiatic Language Family. Volume I: Grammar. Stanford University Press.
- 2002   Indo-European and Its Closest Relatives: The Eurasiatic Language Family. Volume II: Lexicon. Stanford University Press.
- 2005   Genetic Linguistics: Essays on Theory and Method. Edited by William Croft. Oxford University Press.

### Über Greenbergs Methode
- Lyle Campbell: Historical Linguistics: An Introduction. MIT Press, Cambridge (Ma.) 2004.
- Lyle Campbell: American Indian Languages. Oxford University Press 1997.
- Merritt Ruhlen: A Guide to the World’s Languages. Arnold, London 1987.
- Merritt Ruhlen: On the Origin of Languages. Studies in Linguistic Taxonomy. Stanford University Press 1994.